# Episema hypoxantha
Episema hypoxantha là một loài bướm đêm trong họ Noctuidae.